# 赤松直頼
赤松 直頼（あかまつ なおより）は、南北朝時代の武将。
赤松範資の子として生まれ、叔父・則祐の猶子となる。足利尊氏に臣従し、その弟・足利直義より偏諱（「直」の1字）を賜ったようであるが、尊氏・直義兄弟が対立して観応の擾乱が起こると、父と共に尊氏派に与した。正平6年/観応2年（1351年）2月に摂津兵庫で足利直義軍と戦うも敗れた。4月に父が急死したため、以後は叔父の則祐に従った。正平10年/文和4年（1355年）2月の摂津神南の合戦では尊氏の嫡男・足利義詮に与し、その庶兄で直義の養子である足利直冬と戦う。正平14年/延文4年（1359年）12月、足利義詮に従い南朝方の尼崎を攻め、正平16年/康安元年（1361年）に山名時氏が播磨に攻め込んだときには叔父の則祐ら一族と共に山名軍を撃退。正平17年/康安2年（1362年）11月に時氏が播磨に侵攻したときも撃退した。